# Гончарная слобода
Гонча́рная слобода́ — историческое поселение на территории современной Москвы, находилось на левом берегу реки Яузы, рядом с её устьем, на Таганском холме (в Заяузье). Была образована в XVI веке, основную массу жителей составляли гончары (отсюда и топоним).

## История
Гончарная слобода является одной из старейших в Земляном городе. Если верить летописям, первые поселения в этих местах располагались рядом с нынешней Гончарной улицей, а уже к концу XII века передвинулись на территорию Кремля. В XVI веке, дабы предотвратить опасность пожара, гончары были изгнаны за Яузу, на Швивую (в те времена — Вшивую) горку. Впервые гончарные мастерские были вскрыты и исследованы в 1947—1948 годах, во время рытья котлована высотного здания на Котельнической набережной, закрывающего крутой подъём на Швивую горку. Кроме гончаров, здесь селились кузнецы-оружейники — их захоронения были найдены при реставрации храма Никиты Мученика. Существующий храм построен при Фёдоре Иоанновиче на месте деревянной церкви, построенной ещё Иваном III.
Сюда переселены гончары и кафельщики, пленённые на территории Белоруссии во время войны России с Речью Посполитой 1654-67. В 1667 на жительство в слободу переведены белорусские кафельщики с Воскресенского монастыря на Истре. Они вошли в штат «дворцовых» мастеров. После поселения белорусских мастеров гончарное производство здесь поднялась до уровня мануфактуры. В 1672 году часть белорусских мастеров с Гончарной слободы переведена в новообразованную Мещанскую слободу.
Название слободы дошло до нас в наименовании Гончарной улицы, Гончарных переулков и Гончарной набережной, а также церкви Успения в Гончарах и палаты XVII века. Начиная с XVIII века, когда исчезло слободское устройство, территория Гончарной слободы стала застраиваться дворянскими усадьбами и домами купцов, исповедовавших старообрядство.
В настоящее время на Гончарной набережной есть памятный знак с часами, напоминающий о существовавшей в этих местах Гончарной слободе. Считается, что цифры на знаке, означают, якобы последние остатки основанной в XVI веке слободы были утрачены в XX веке. Установлен знак рядом с Большим Краснохолмским мостом, на углу Гончарной набережной и Гончарного проезда.